# Бориспольская улица
Бориспольская улица — улица в городе Киев, местность Новая Дарница, Рембаза. Пролегает от Привокзальной улицы до черты города.
Присоединяются улицы Приколейная, Степана Голованьева, Исмаила Гаспринского, Севастопольская, Константина Заслонова, Санаторная, Новодарницкая, Сентябрьская, переулки Игоря Качуровского, Надежды Светличной, улицы Атамана Зелёного, Академика Горбунова, проезд до Полесского переулка.

## История
Улица возникла в 1-й половине XX века вдоль старого пути на Борисполь, называлась (1-я) Алексеевская. В некоторых документах, в частности, на картосхеме города 1935 улица обозначена как часть улицы 3-го Интернационала (вместе с нынешними улицами Евгения Сверстюка, Пражской и настроенным путем сквозь нынешний Соцгород). Современное название с 1938 года, в честь города Борисполь.

## Учреждения и заведения
- Киевский медицинский университет;
- Киевский мясокомбинат;
- Дарницкое отделение КМФ ПАО «Укрсоцбанк»;
- Киевский радиозавод (д. № 9);
- Дарницкий рынок;
- Киевский колледж компьютерных технологий и экономики НАУ;
- Дарницкий районный территориальный центр комплектования и социальной поддержки (военкомат);
- Автобусный парк № 7, образец советского модернизма (№ 15)
- Стадион «Вымпел» (д. № 30-а).

Религиозные заведения
В сквере Трудовой славы (между улицами Бориспольской, Заслонова и Санаторной) находится церковь святой великомученицы Екатерины. Храм возведен из дерева по типовому проекту; конфессионально принадлежит Православной церкви Украины.